# 格兰特公园
41°52′32.85″N 87°37′8.2″W / 41.8757917°N 87.618944°W
格蘭特公園（英語：Grant Park）是一個位於芝加哥市中心的大型公園，與林肯公園、華盛頓公園皆為芝加哥市區內主要的公園。格蘭特公園位於密西根大街與密西根湖之間，且格蘭特公園將芝加哥市中心與密西根湖連成一氣，提昇了芝加哥的天際線與城市景觀，同時為繁忙的芝加哥提昇了休閒功能。著名的白金汉喷泉即在格蘭特公園內，它是目前世界上最大的有照明噴泉，公園周邊除了是繁華的芝加哥市區外，還有許多有名的博物館。

## 近日概況
2008年11月4日美国大选日夜间，歐巴馬發表勝利宣言的集会即在格蘭特公園舉行。

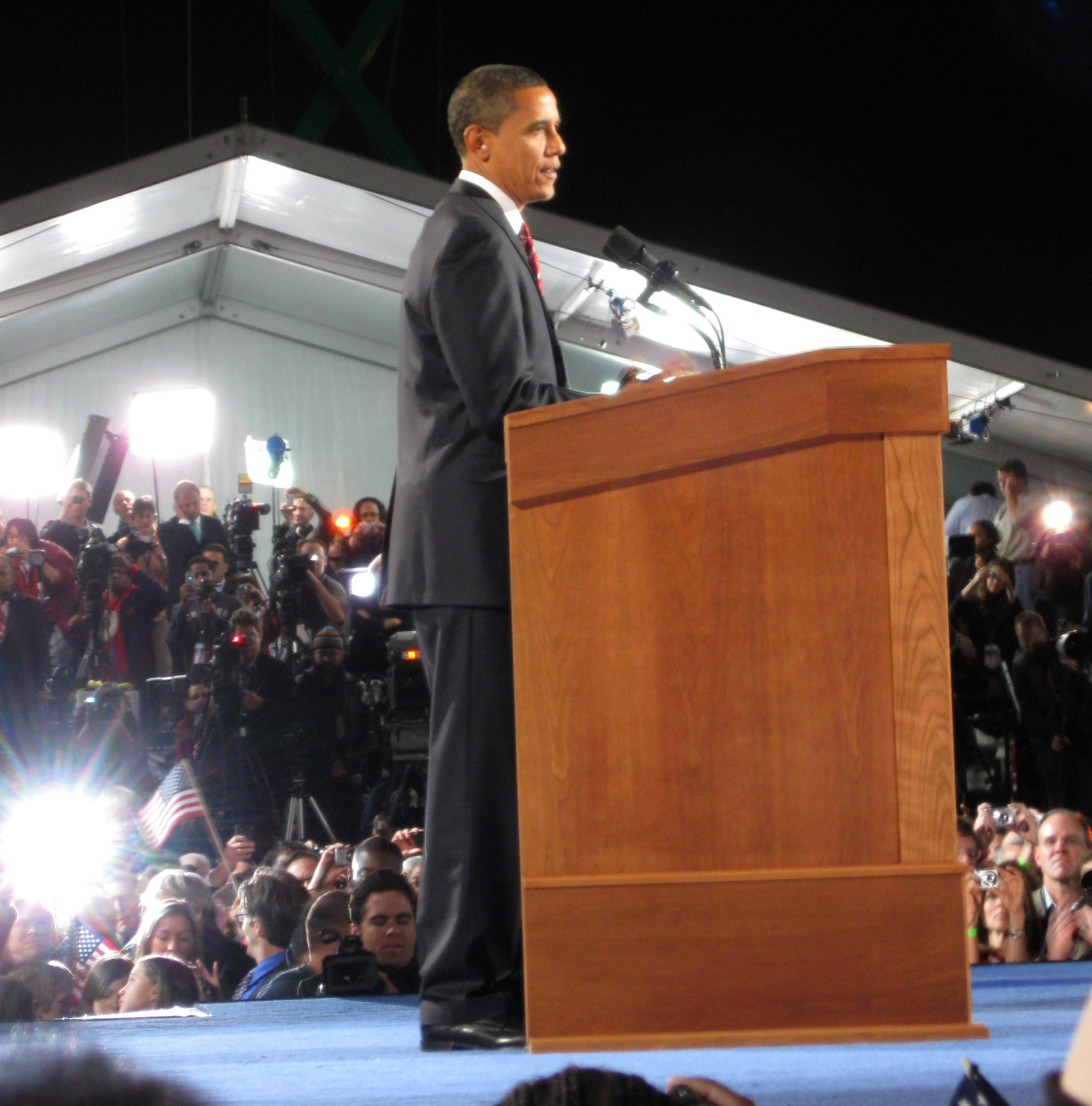
2008年11月4日晚奥巴马在芝加哥格兰特公园发表当选获胜演说